# Габалдон, Гай
Гай Габалдон (англ. Guy Gabaldon; 1926—2006) — американский военный, капрал ВМФ, участник Второй мировой войны.
Известен тем, что в ходе битвы за Сайпан, когда из 30-тысячного японского военного контингента 24 тысячи были убиты, 5 тысяч совершили самоубийства (чтобы не попасть в руки врага) и около тысячи человек сдались в плен — имея опыт проживания в японо-американской семье, Габалдон использовал приобретённые знания о традициях и психологии японцев, уговорив порядка 800 японских военнослужащих сдаться в плен и сохранить себе жизнь. За это американские сослуживцы прозвали его Сайпанским Крысоловом (по аналогии с Гамельнским крысоловом из средневековой немецкой легенды). В 1960 году по мотивам событий под Сайпаном был снят фильм «Из ада в вечность» (в роли Гая Габалдона снялся Джеффри Хантер). Также Габалдон был автором книги Saipan: Suicide Island.

## Биография
Родился 22 марта 1926 года в Лос-Анджелесе, штат Калифорния, в мексикано-американской многодетной семье (он был одним из семи детей). Детство провёл на улицах Восточного Лос-Анджелеса, был членом банды Moe Gang, в которую входили юноши разной национальности. В 12 лет ушёл из родного дома и жил в японской семье супругов Накано. Вместе с её детьми ходил в школу, научился говорить по-японски, узнал о японских обычаях и культуре.
С началом войны между США и Японией, семья Накано, как многие другие японские семьи, была отправлена в лагерь для перемещенных лиц, и Гай остался предоставленным самому себе. Он поехал работать на консервный завод на Аляску, где 22 марта 1943 года вступил в армию и попал в морскую пехоту США. Прошёл подготовку на базе морской пехоты в Кэмп-Пендлтон, обучился японскому языку в лагере Camp Elliot в Сан-Диего и в качестве разведчика-наблюдателя в составе роты 2-го полка (англ. 2nd Marine Regiment) 2-й дивизии морской пехоты США (англ. 2nd Marine Division) был отправлен участвовать в операции на Сайпане. Здесь он и вписал себя в историю как Сайпанский Крысолов.
В результате ранений был уволен из морской пехоты и продолжил гражданскую жизнь в Мексике, где работал на различных предприятиях, дважды был женат. После войны о его подвиге узнали многие американцы, и Гай Габалдон стал в 1950-х годах гостем многих телевизионных программ как один из обычных людей, внёсших существенный вклад в общество.
В 1964 году он безуспешно баллотировался в Конгресс Соединенных Штатов от республиканцев. В 1970 году переехал с женой на Сайпан, организовал там собственный бизнес и прожил 20 лет. В 1995 году вернулся с семьёй в Калифорнию, в 2003 году переехал в Олд Таун, штат Флорида. В сентябре 2004 года Габалдон принимал участие в церемонии, на которой отмечался вклад испаноязычных американских ветеранов во Второй мировой войне.
Умер 31 августа 2006 года в Олд Тауне, штат Флорида, от заболевания сердца и был похоронен с почестями на Арлингтонском национальном кладбище. У него осталась жена Охана Судзуки и девять детей — шестеро сыновей и три дочери.

## Награды
- Награждён Военно-морским крестом, медалью Пурпурное сердце и другими наградами.